# Prefettura di Tandjouaré
La prefettura di Tandjouaré è una prefettura del Togo situata nella regione di Savane con 117.519 abitanti al censimento 2010. Il capoluogo è la città di Tandjouaré.